# 赛芬
赛芬是德国莱茵兰-普法尔茨州的一个市镇。总面积2.95平方公里，总人口154人，其中男性82人，女性72人（2011年12月31日），人口密度52人/平方公里。